# Satun (tỉnh)
Satun (tiếng Thái: สตูล, phiên âm: Xa-tun) là một tỉnh miền Nam của Thái Lan. Các tỉnh giáp giới (từ phía Bắc theo chiều kim đồng hồ) là: Trang, Phatthalung và Songkhla. Phía Nam giáp bang Perlis của Malaysia. Tên gọi Satun trong tiếng Thái biến âm của tiếng Malay Setul, có nghĩa là cây măng cụt.

## Địa lý
Tỉnh Satun nằm trên Bán đảo Malay, bên bờ Biển Andaman. Tỉnh này cách biệt tỉnh Songkhla bởi Dãy núi Nakhon Si Thammarat, và tách biệt khỏi Malaysia bởi Dãy núi Sankalakhiri.
Ko Tarutao (Malay Pulau Tertua) và vườn quốc gia Ko Phetra (Pulau Petra)  là một phần của tỉnh này. Gần biên giới với Malaysia là Vườn quốc gia Thale Ban, một khu vực đầm lầy nước ngọt lớn.

## Các đơn vị hành chính địa phương
Tỉnh này có 6 huyện (Amphoe) và 1 huyện nhỏ (King Amphoe). Các huyện này được chia thành các xã, thôn.